# Parafia św. Zofii w Żytomierzu
Parafia św. Zofii w Żytomierzu – rzymskokatolicka parafia znajdująca się w diecezji kijowsko-żytomierskiej, w dekanacie Żytomierz, na Ukrainie. Jest to parafia katedralna tej diecezji.

## Historia
Pierwszy kościół katolicki wraz z klasztorem w Żytomierzu założyli dominikanie ok. 1230. Kościół ten został zburzony przez Tatarów w XV w. Po opuszczeniu miasta przez ten zakon, na krótko w XVIII w. duszpasterstwo prowadzili bazylianie. Po odpadnięciu Kijowa od Rzeczypospolitej w 1686, biskup Samuel Jan Ożga przeniósł stolicę biskupstwa kijowskiego do Żytomierza, gdzie też w 1724 r. zbudował nową katedrę św. Zofii. W XIX w. parafia leżała w dekanacie żytomierskim diecezji łucko-żytomierskiej.
Po rewolucji październikowej katolików spotkały prześladowania. W 1919 znacjonalizowano wybudowaną na początku XX w. plebanię przy katedrze św. Zofii, która do dziś nie została zwrócona. W  latach 1918 - 1919 oraz po wyparciu bolszewików z miasta w 1920 proboszcz parafii św. Zofii w Żytomierzu ks. Andrzej Fedukowicz bronił Żydów przed pogromami. Przed ponownym zajęciem Żytomierza przez komunistów odmówił ucieczki, nie chcąc pozostawiać wiernych. 4 listopada 1923 GPU aresztowało proboszcza Fedukowicza wraz z wikariuszem ks. Janem Kotwickim i ks. Antonim Traczyńskim. Po kolejnym aresztowaniu i brutalnym śledztwie połączonym z torturami ks. Fedukowicz 9 listopada 1924 podpisał podsunięty mu przez czekistów list otwarty do papieża Piusa XI, w którym oskarżył polskich księży działających na sowieckiej Ukrainie o działalność szpiegowską na rzecz Polski, wobec czego podejmowane przez komunistów prześladowania duchownych są zupełnie sprawiedliwe i naturalne. List został wydrukowany w wielu sowieckich gazetach. Ks. Fedukowicz po jego podpisaniu został zwolniony z więzienia, w wyniku tortur był jednak według słów konsula RP w Kijowie Michała Świrskiego, zapisanych w raporcie wysłanym do Warszawy, na wpół obłąkany i zniedołężniały. Konsul Świrski apelował do władz RP o ewakuację ks. Fedukowicza z ZSRS, jednak nie doszła ona do skutku. 4 stycznia 1925 ks. Fedukowicz w proteście przeciwko władzy sowieckiej dokonał samospalenia.
W lipcu 1935 komuniści aresztowali i wywieźli kolejnego proboszcza parafii ks. Jachniewicza. Przez kolejne dwa lata wierni sami odprawiali nabożeństwa w kościele. W 1937 kolejnym proboszczem został ks. Jędruszczak. Jednak wówczas przypadło apogeum prześladowań Kościoła katolickiego wraz z rozpoczęciem operacji polskiej NKWD. Ks. Jędruszczak został aresztowany, a katedra św. Zofii znacjonalizowana i zmieniona na archiwum. Bolszewicy zniszczyli wówczas całe jej wyposażenie z wyjątkiem organów, które wierni zdołali uratować. Katedra ponownie została otwarta w czasie okupacji niemieckiej w 1941 i od tego czasu, również pod władzą sowiecką, działa nieprzerwanie. Od 1977 proboszczem parafii św. Zofii w Żytomierzu był ks. Jan Purwiński, który 16 stycznia 1991 został mianowany pierwszym od czasów rozbiorów biskupem kijowsko-żytomierskim.